# Società Sportiva Sutor 2006-2007
La Società Sportiva Sutor 2006-2007, sponsorizzata Premiata, ha preso parte al campionato professionistico italiano di Serie A (pallacanestro maschile).

## Verdetti
- Serie A:
  - stagione regolare: 9º posto su 18 squadre (16-18);
- Coppa Italia:
  - sconfitta ai quarti di finale contro Armani Jeans Milano.

## Roster
| Giocatori |
| --------- |

|    | Naz.                   | Ruolo | Sportivo           | Anno | Alt. | Peso | Note |
| -- | ---------------------- | ----- | ------------------ | ---- | ---- | ---- | ---- |
| 4  | Italia (bandiera)      | P     | Nicola Temperini   | 1988 | 187  | 85   |      |
| 5  | Stati Uniti (bandiera) | P     | Randolph Childress | 1972 | 190  | 87   |      |
| 6  | Stati Uniti (bandiera) | C     | Ron Slay           | 1981 | 203  | 105  |      |
| 8  | Germania (bandiera)    | GA    | Misan Nikagbatse   | 1982 | 192  | 91   |      |
| 9  | Italia (bandiera)      | G     | Giuliano Maresca   | 1981 | 192  | 86   |      |
| 10 | Italia (bandiera)      | P     | Luca Vitali        | 1986 | 201  | 85   |      |
| 11 | Stati Uniti (bandiera) | G     | Jobey Thomas       | 1980 | 194  | 90   |      |
| 12 | Italia (bandiera)      | PG    | Daniele Demartini  | 1984 | 187  | 80   |      |
| 13 | Italia (bandiera)      | AG    | Valerio Amoroso    | 1980 | 194  | 107  |      |
| 19 | Italia (bandiera)      | AC    | Matteo Canavesi    | 1986 | 204  | 92   |      |

| Staff tecnico                   |
| ------------------------------- |
| Allenatore: Stefano Pillastrini |
| Assistente: Stefano Vanoncini   |

## Risultati

### Regular season

#### Andata
| Data             | Stadio                      | Società                       | Punteggio |
| 11 ottobre 2006  | PalaSavelli                 | @ Lottomatica Roma            | 77-69     |
| 15 ottobre 2006  | Palasport Giacomo Del Mauro | Vs Eldo Napoli                | 83-80     |
| 19 ottobre 2006  | PalaCarnera                 | @ Snaidero Udine              | 93-77     |
| 22 ottobre 2006  | PalaSavelli                 | Vs Armani Jeans Milano        | 76-63     |
| 29 novembre 2006 | PalaVerde                   | @ Benetton Treviso            | 70-61     |
| 4 novembre 2006  | PalaSavelli                 | @ Legea Scafati               | 89-71     |
| 12 novembre 2006 | PalaSavelli                 | Vs Pallacanestro Cantù        | 83-68     |
| 19 novembre 2006 | PalaDozza                   | @ Climamio Bologna            | 77-86     |
| 26 novembre 2006 | PalaSavelli                 | Vs TD Shop.it Livorno         | 81-86     |
| 3 dicembre 2006  | PalaBigi                    | Vs Bipop Carire Reggio Emilia | 83-76     |
| 10 dicembre 2006 | PalaSavelli                 | @ Whirpool Varese             | 90-79     |
| 17 dicembre 2006 | Futurshow Station           | Vs VidiVici Bologna           | 90-71     |
| 30 dicembre 2006 | PalaSavelli                 | @ Air Avellino                | 81-75     |
| 7 gennaio 2007   | PalaSavelli                 | Vs Upea Capo D'Orlando        | 86-77     |
| 14 gennaio 2007  | Pala Mens Sana              | @ Montepaschi Siena           | 90-73     |